# جنيفر روبنسون
جنيفر روبنسون هي متزلجة فنية كندية، ولدت في 2 ديسمبر 1976 في غودريتش ‏ في كندا.

## وصلات خارجية
- جنيفر روبنسون على موقع الاتحاد الدولي للتزلج (الإنجليزية)
- جنيفر روبنسون على موقع أوليمبيديا (الإنجليزية)